# Romans nyelv
A romans nyelv vagy rumancs nyelv (saját elnevezése il rumantsch vagy la lingua rumantscha) főként Svájcban beszélt rétoromán nyelvjáráscsoport; a német, a francia és az olasz mellett regionálisan hivatalos a Graubünden (Grisons) kantonban, mintegy 40 000 beszélővel. Olyan vulgáris latin nyelvjárások folytatása, amelyet a római hódítók beszéltek a terület elfoglalásakor. Két nagyobb dialektuscsoportra oszlik: a rajnai dialektusok (sursilvan, sutsilvan, surmiran), illetve az engadini dialektusok (puter és vallader). Ez utóbbi kettőt ladinnak is szokták nevezni, viszont nem tévesztendő össze az olaszországi Dolomitok völgyében beszélt ladinnal (amely szintén rétoromán nyelvváltozat), sem a spanyol nyelv ladino nyelvváltozatával. A „rétoromán nyelv” kifejezéssel szűkebb értelemben az itt ismertetett romans nyelvre utalnak.

## A sztenderd nyelvváltozat
A nyelvet 1982-ben egy zürichi nyelvész, Heinrich Schmid sztenderdizálta, és helyesírását a németéhez tette hasonlóvá, hogy bizonyos hangok lejegyzése ne legyen idegen a németül beszélők számára. E normalizált változat a rumantsch grischun nevet kapta, elfogadása elég lassú folyamat volt. Mindazonáltal, hivatalos szabályozással nem rendelkezik; a nyelvet ápoló egyesületek ernyőszervezete a Lia Rumantscha (Romans Liga). E szócikkben a sztenderd nyelvváltozatot ismertetjük. A dialektusok összehasonlításához lásd: →rétoromán dialektusok.

## Jellemzők

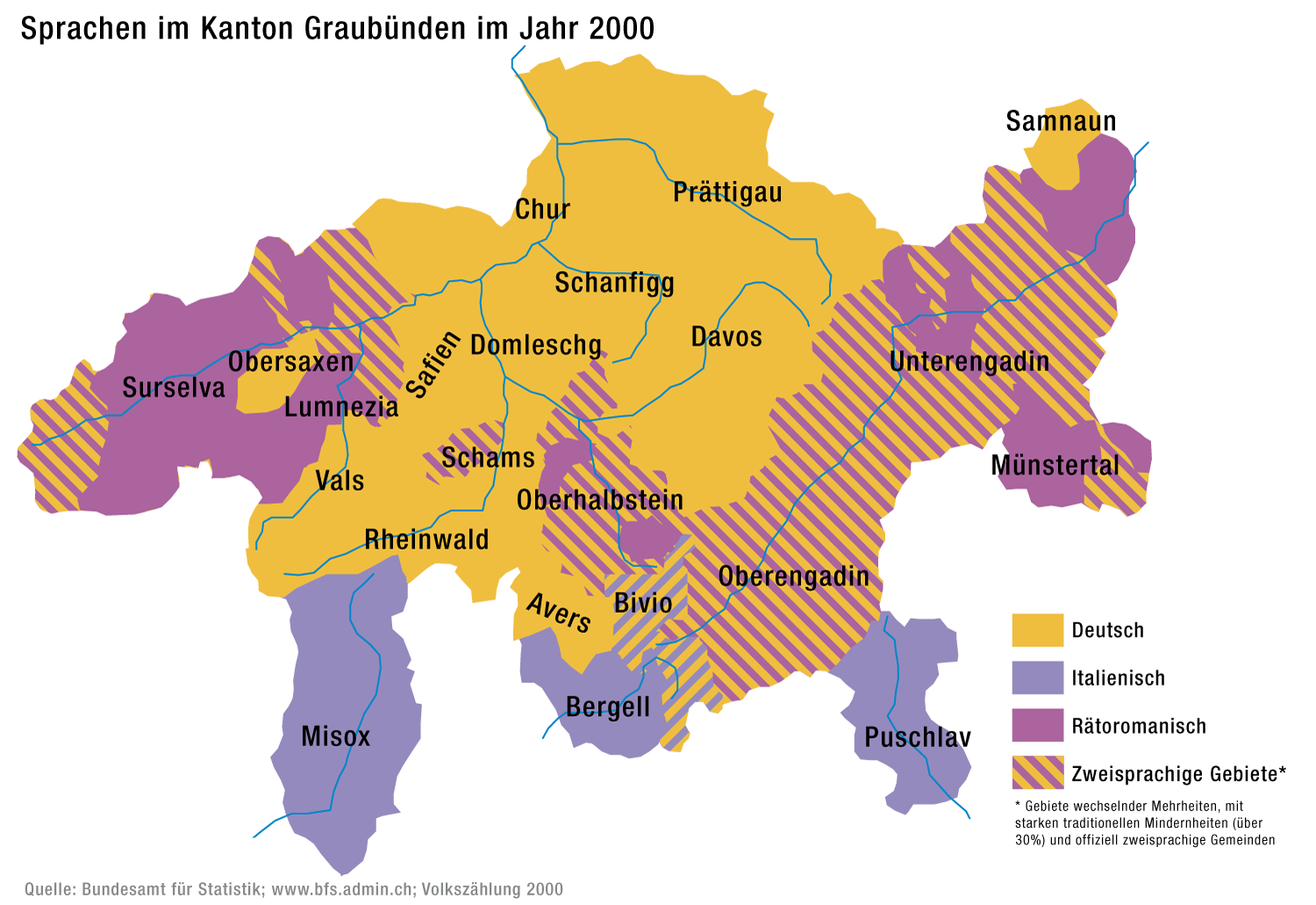
Graubünden nyelvei egy 2000-es felmérés szerint: a romans lilával jelölve

### Hangtan és helyesírás
A romans nyelvben – nyelvjárástól függően – hat vagy hét magánhangzót tartanak számon: /a, ɛ, i, ɔ, u, (y), ə/, a két utóbbi közül az /y/ (magyar ü) csak a nyugati nyelvjárásokban fordul elő, a sztenderd grisoniban /i/ felel meg neki (pl. az ina [ˈiːnə] ’egy’ ejtése [ˈyːnə] nyugaton), az utóbbi, elmosódott ö-re emlékeztető hangot hangsúlytalan szótagban ejtik. A magánhangzók hosszúságának nincs fonológiai megkülönböztető szerepe. A hangsúlytalan magánhangzók mindig rövidek; a hangsúlyosak hosszúak, kivétel zárt szótagban, de nem r előtt, valamint nyílt szótagban zöngétlen mássalhangzó előtt. A kettőshangzók: ai, au és ie.
A romans mássalhangzókészletet a következő hangok alkotják: zárhangok /p, t, k; b, d, g/, réshangok /f, v; s, z; ʃ, ʒ/, zár-rés-hangok (affrikáták) /t͡s; t͡ɕ, d͡ʑ; t͡ʃ/ (az első a magyar c-nek felel meg, a két középső átmenetet képez a magyar ty/cs, illetve gy/dzs hangok között, az utolsó a magyar cs-vel azonos), folyékony hangok /l, ʎ, r/ (a középső jésített l), orrhangok /m, n, ŋ, ɲ/ (a két utolsó: mint a magyar n a harang szóban, illetve magyar ny), valamint egy félhangzó /j/.
A magyartól eltérő hangokat jelölő betűk:
- c = e és i előtt magyar c, máskor k.
- ch = a, o, u előtt a magyar ty és cs közötti hangot jelöli /t͡ɕ/; e és i előtt pedig magyar k. Néhány nemzetközi vagy idegen szóban ejthetik úgy, mint a magyar ch-t a technika szóban /x/.
- g = e és i előtt a magyar gy és dzs közötti hang /d͡ʑ/, máskor magyar g.
- gh = e és i előtt a magyar g hangot jelöli.
- gi = a, o, u előtt úgy ejtik, mint a g-t e és i előtt.
- gl = i előtt olyan, mint a magyar lj (jésített l, mint az olaszban) /ʎ/, máskor gl.
- gli = a, e, o, u előtt jésített l /ʎ/
- gn = magyar ny
- h = néma, kivétel az indulatszókban, idegen (nemzetközi) szavakban, stb.
- s = helyzetétől függően többféle ejtése lehet:
  - szó elején és végén, valamint általában mássalhangzó és magánhangzó között magyar sz /s/;
  - magánhangzók között, illetve bizonyos mássalhangzók (n, l, r) után magyar z;
  - zöngétlen mássalhangzók előtt magyar s /ʃ/;
  - zöngés mássalhangzók előtt magyar zs /ʒ/.
- sch = a magyar s vagy zs hangnak felel meg.
- tg = ugyanazt a hangot jelöli, amelyet a ch jelöl a, o, u előtt (lásd fentebb).
- tsch = a magyar cs hangot jelenti.
- z = magyar c.

A szóvégi zöngés zárhangokat zöngétlenül ejtik.

### Nyelvtan
Nyelvtanában alapvetően nem tér el a többi galloromán nyelvétől. A határozott névelők il, la, ils, las, a többes szám képzése -s hozzáadásával történik. A személyes névmások: jau, ti, el/ella/i(gl), nus, vus, els/ellas/i. A semleges i, magánhangzó előtt igl névmást egyes számban nem meghatározott alany esetén használják, például i plova ’esik’ (az eső), igl è bel ’az/ő szép’; többes számban csak egy alakja van (i), amely mindkét nemű névmást helyettesítheti.
Az igék négy ragozási csoportba sorolhatók: -ar, -air, ´-er, -ir. Példák igeragozásra:
1. igaragozás: gidar – gid, gidas, gida, gidain, gidais, gidan;
2. igeragozás: temair – tem, temas, tema, temain, temais, teman;
3. igeragozés: vender – vend, vendas, venda, vendain, vendais, vendan;
4. igeragozás: partir – part, partas, parta, partin, partis, partan.

A létige, esser ragozása: jau sun, ti es, el/ella è, nus essan, vus essas, els/ellas èn.

## Nyelvi példák

### Számok
A romans tőszámnevek 1-től 10-ig:
in / ina, dus / duas, trais, quatter, tschintg, sis, set, otg, nov, diesch.

### Néhány gyakori kifejezés
- Allegra! – Szia/Üdv!
- Co vai? – Hogy vagy?
- Fa plaschair – Örvendek / Örülök, hogy találkoztunk
- Bun di! – Jó reggelt/napot!
- Buna saira! – Jó napot/estét!
- Buna notg! – Jó éjszakát!
- A revair! – A viszontlátásra!
- A pli tard – A közeli viszlát / Később látjuk egymást
- Perstgisai – Bocsánat
- I ma displascha – Sajnálom
- Perdunai – Elnézést
- Per plaschair – Kérem
- Grazia fitg – Köszönöm szépen
- Anzi – Szívesen
- Gratulazions! – Gratulálok!
- Bun cletg! – Sok szerencsét!
- Ils quants è oz? – Hányadika van ma?
- Quants onns has ti? – Hány éves vagy?